# Бернедо
Бернедо (баск. Bernedo, ісп. Bernedo) — муніципалітет в Іспанії, у складі автономної спільноти Країна Басків, у провінції Алава. Населення — 575 осіб (2009).
Муніципалітет розташований на відстані близько 270 км на північ від Мадрида, 28 км на південний схід від Віторії.
На території муніципалітету розташовані такі населені пункти: Ангостіна, Арлусеа, Бернедо (адміністративний центр), Маркінес, Наваррете, Окіна, Кінтана, Сан-Роман-де-Кампесо/Дуррума-Кампесу, Урарте, Уртурі, Вільяфрія.

## Демографія
Динаміка населення (INE ):

## Галерея зображень

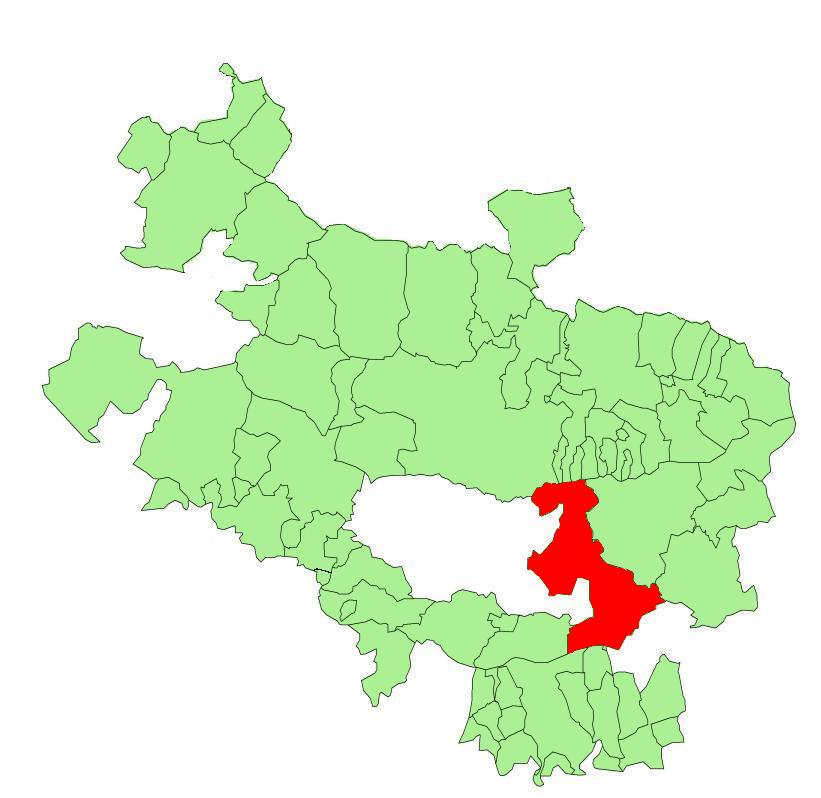
Розташування муніципалітету
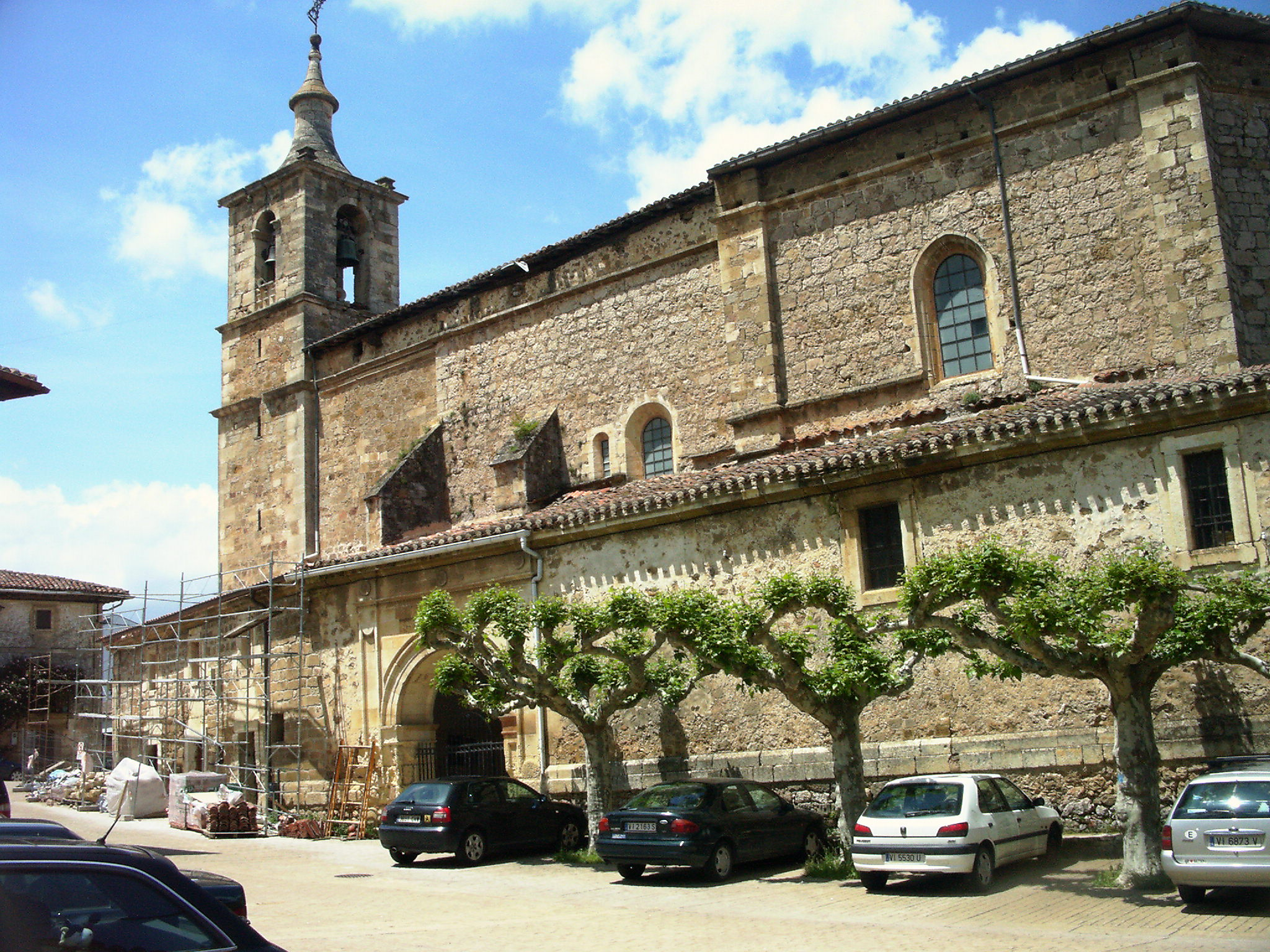
Церква Різдва Богородиці у Бернедо
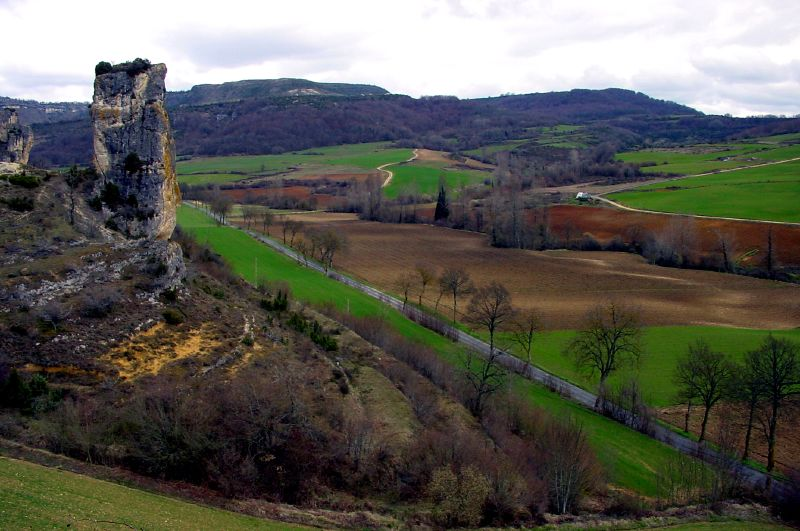
Околиці селища Маркінес